# 世紀帝國 (遊戲)
《世紀帝國》是一部依据歷史而製作的即時戰略遊戲，由全效工作室開發，微軟公司发行，於1997年在Windows和Macintosh平台推出。這款可以讓玩家操縱歷史上某個真實民族的遊戲有着許多優點：低配備需求、變化性、趣味性，常常使玩家樂此不疲，受到電玩市場熱烈的歡迎。後來有許多公司也競相推出類似的遊戲，像《世紀爭霸》、《王國的興起》和微軟再推出的《神話世紀》等，卻無法複製《世紀帝國》的成功。《世紀帝國》也在2003年推出掌上型電腦版。
由於《世紀帝國》的風行，其後陸續推出續作與擴充資料片，發展成了自己的系列。世紀帝國系列的遊戲包括《世紀帝國》、《世紀帝國II：帝王世紀》、《世紀帝國III》，每作都有各自的資料片，其中《世紀帝國》的資料片是《世紀帝國：羅馬霸主》。
在2000年11月出版世紀帝國典藏合輯，結合了世紀帝國和資料片羅馬霸主、《世紀帝國II：帝王世紀和征服者入侵》兩代遊戲，讓玩家可以遊玩。

## 概述

附圖顯示首部《世紀帝國》之試玩版。一個處於鐵器時代的文明國度（紅色）正受到攻擊，建築物正在起火，敵軍（藍色）的一些軍事單位被擊殺。玩家選擇了一支希臘軍隊，其軍事單位資料亦可以在畫面的左下角看到。

《世紀帝國》的基本玩法是要求玩家控制一個文明，並從狩獵收集時代發展成为龐大的鐵器时代帝國。為了確保勝利，玩家必須收集盡可能多的資源以生產新的單位、建築並研發更高級的科技。玩家同时也要注意合理利用资源，因為在一盘游戏中不會再產生新的資源，比如玩家砍伐了一棵樹，這棵樹则不會再出现。
玩家可以在12個文明中任選一個來進行遊戲，各個文明有著不同的特性，可以研發不同的科技、可使用不同的單位等。各個文明都有其獨特的科技，因此沒有一個文明可以研發出所有的科技。
《世紀帝國》的主要遊戲方式就是四個不同時代的演進。從遊戲開始的石器時代（中石器時代/舊石器時代）經過工具時代（新石器時代/紅銅時代），青銅時代最後發展到鐵器時代。隨著時代的演進，玩家可以建造更高级的建築物、訓練更高級的軍事和經濟單位、研發更高級的科技，使自己的國家更强盛。

### 模式
遊戲最大的特色在於四種不同的單人模式。戰役模式（campaign）由四個文明的劇情组成，它們分別是古埃及文明、古希臘文明、巴比倫文明與大和文明，這四個劇情又通過一系列歷史改編而成的情節串聯起來。第二種是隨機地圖模式（random map），玩家指定地形、地圖大小、勝利方式、資源豐富程度和起始時代等參數，遊戲就會據此自動生成一張全新的地圖，玩家即以此開始遊戲。死亡競賽模式的大部分規則和隨機地圖模式相似，但在該模式下玩家在遊戲一開始就擁有大量的資源（20000單位木材，20000單位食物，10000單位黄金以及5000單位石頭），因此該模式和隨機地圖模式有些不同。情境模式（scenario）是一個比較自由的遊戲模式，玩家可以選擇其中已經預設好的24張地圖開始遊戲；而玩家通過場景編輯器自行設計的地圖也在該模式下进行。
《世紀帝國》最多支持8人同時進行連線遊戲，但由於當時網路的技術還不是很成熟，遊戲经常发生延迟甚至是断线现象。直到2006年6月19日，微软游戏区都可以支持《帝国时代》的联网游戏模式。事实上，微软游戏区支持大部分CD-ROM游戏，其中就包括《帝国时代》以及《帝国时代II：国王时代》。
场景编辑器（scenario builder）是游戏的一个特色，游戏者可以根据自己的喜好设计地图，也可以对场景模式中的24幅默认地图进行修改。场景编辑器的工具较现在的一些同类游戏容易上手，但也缺失了不少功能。全效工作室使用场景编辑器设计单人游戏模式的战役模式，很多非官方网站也提供由场景编辑器设计的游戏地图的上传和下载服务。2005年，有人发现通过修改游戏数据，可以在场景编辑器使用游戏的测试版本中才有的单位，如存在一种宇宙飞船以及一名英雄，它们可以将接近自己敌方单位转化为我方单位；游戏单位的安置的规则也可以被修改，这使得单位可以放置在任何地形甚至其他单位的上面。其他重要的发现还包括新的地形模板、单位生命值提高三倍的方法以及可以编辑地图大小的工具等。

### 文明
《帝国时代》裡共存在十二个文明，这十二个文明在游戏中可以分为四种不同的建造风格：东亚、两河文明、古希腊和古埃及。而在1998年發售的羅馬崛起資料片新增了四個文明，迦太基、马其顿、帕米拉、罗马。 而原本十二个文明分別是：
| 分组 | 希腊化文明               | 埃及化文明             | 两河文明               | 东亚文明               |
| ---- | ------------------------ | ---------------------- | ---------------------- | ---------------------- |
| 文明 | - 希臘 - 米诺斯 - 腓尼基 | - 埃及 - 亚述 - 蘇美爾 | - 巴比倫 - 西台 - 波斯 | - 商朝 - 古朝鮮 - 大和 |

### 科技
世紀帝國中的科技可以在相关的建筑中研究，例如神庙可以发展宗教類的科技，而兵工廠則可以研究军队的装甲科技。这些科技可以分成很多类型，有軍事方面，如装备和装甲；有经济方面，如增加资源的收集效率；有宗教方面，如增加僧侶的能力；还有基础建设方面，如加强防御工事。当研究出一个级别的科技，就可以研究更高级别的同类科技（当然是要和所处时代相对应）。每个文明都无法研究全部的科技，特定的文明或多或少多没有相应的科学技术。
科技在游戏策略中占据非常重要的位置，随着文明的进步，科技研究变得越来越昂贵，这导致游戏者通过收集资源进行研究的难度越来越大。能有效平衡平民收集各种资源的数量将会是游戏胜败的关键。

### 单位
游戏者可以操控不同的平民和军事单位。大部分单位可以通过科技研究而升级，例如研究车轮可以让平民走得更快，研究装甲科技可以提高军事单位的防御力等。
游戏中陆上单位的使用率特别高。平民是游戏最基本的单位，其主要用途在于收集资源，如伐树收集木材，采矿收集石头和黃金，打猎、收集果子、耕地或捕鱼以获得食物。此外，平民还可以用于建造建筑或修复建筑、海上单位，有必要时甚至可以和敌人进行肉搏战。僧侶是一种特殊的非战斗型单位，他们可以通过治疗回复我方单位的生命值，也可以“感化”敌人单位，即将敌人单位转变成我方单位；升級「一神論」便可招降敵人建築單位。棍棒兵、剑士和重装步兵等步兵单位的攻击范围很小，只能进行近身战。战车兵、骑兵和战象等骑兵的攻击范围较小，但和步兵相比攻击力和防御力更高，而且前两者具有移动速度快，后者具有生命值高等特点。弓箭兵有步行和骑乘两种类型，攻击范围较大。攻城武器包括投石车和弩车两种，投石车可以投掷石块在目标区域及其附近小范围内产生破坏效果，能有效破坏建筑或对付群体单位。弩车的破坏力较投石车弱，但发射速度比投石车快，费用也相对便宜。
海上单位一般只能做配角，但也可能是游戏胜利的必要因素。渔船和平民的作用相似，可以通过捕鱼收集食物。商船在我方和另一方的码头间进行贸易，可把我方收集到的食物、木材或石头交换成黃金，黃金数量与两码头间的距离成正比。运输船的作用是将陆地单位从一块大陆运输到另一块大陆。战船除了可以攻击敌人的战船外，还可以攻击靠近海岸线的陆上单位，然而步兵等肉搏型单位却无法反击，因此是一种很有效的攻击方法。战船分为发射弓箭的桨帆船和发射弩箭或石块的三列桨座战船，其中三列桨座战船破坏海岸线建筑物的效果显著。
无论选择哪个文明，这些基本单位的类型都一样，像商朝的剑士和波斯、埃及的剑士完全没有区别，但特定文明中某些单位的能力可能有所变化。游戏中一些盔甲或装备并没有严格按照历史记载进行设计，如长剑兵只在罗马禁卫军比较多见，游戏中却遍布世界各地。军事单位也有同种情况，有些文明可以训练出该文明历史上从没出现过的单位，如除了波斯之外的其他文明都可生产希腊重装步兵，一些中东文明可生产罗马军团和百夫长，日本大和可制造三列桨座战船等。

### 建筑
城镇中心在《帝国时代》游戏里是最重要的建筑之一。城镇中心可以生产村民，同时也可以研究进化到下一个时代。游戏开始最多只能建造一个城镇中心，只有在青铜时代建造政府中心后才允许修建多个。城镇中心能容纳4人，若要生产更多的单位则必须修建房屋，一座房屋也能容纳4人。游戏允许玩家制造无数座房屋，但人口上限仅有50。
军事建筑可以训练出相应的军事单位。军营可以训练步兵，马厩可以训练骑兵，靶场可以训练弓箭兵，戰爭学院可以训练军团(重型步兵)，攻城工厂可以生产攻城武器，神庙可以生产僧侶等。建造这些军事建筑有先后次序，像没有军营则无法建造马厩和靶场，没有靶场则无法建造攻城工厂等。码头可以训练海军，农场用于生产食物，粮仓用于收集食物，貯藏窖用于收集木材、石头、金子等资源且可以改进軍事部隊的攻防器具；政府中心负责研究加強軍隊和經濟能力；市集除買賣資源外也能研發各種採集器具以利進化。此外，城镇中心可以收集所有的资源。另外還有圍牆、箭塔等防禦型建築物。

游戏中四种不同的奇迹

“奇迹”是代表一个文明成就的巨大建筑物，如埃及文明的奇迹是埃及金字塔。建造奇迹需要耗费大量资源（1000单位的木材，1000单位的石头和1000单位的黄金），建造速度也非常慢。奇迹不能生产任何单位，亦不能进行科技研究。标准胜利模式中，一方建造出奇迹并将其保存2000年（游戏时间）就可以获得胜利。奇迹的建造也可以增加大量的分数，在以分数定输赢的模式中十分必要。摧毁敌方的奇迹是玩家的首要目的，尤其是在标准胜利模式中。建造奇迹需要投入大量资源和时间，却极容易被摧毁，玩家需要一直保护以防止破坏。

## 制作
《帝国时代》是全效工作室的第一部作品，在制作时曾经暂定名称为“人类的黎明”（Dawn of Man）。游戏的历史设定相比于当时其他游戏来说，在游戏者特别是核心玩家来说是比较有历史代入感，并更容易被他们接受。在游戏发行时，大部分即时战略游戏都是带有科幻或梦幻的设定，所以以历史为背景的《帝国时代》更显得与众不同。游戏设计者的灵感大部分来自具有历史真实性的游戏文明，而对游戏提出正面评价的评论家大多都提到过这一点。
《帝国时代》的主要设计者包括布鲁斯·谢利、里克·古德曼（负责图像设计）和戴夫·波廷格（负责游戏的AI程序设计）。斯蒂芬·里皮负责游戏的音乐设计，并在此后帝国时代系列中一直担任这个角色，再此期间他也得到其兄弟大卫·里皮以及凯文·麦克马伦的帮助。《帝国时代》的原声音乐和他们的数字化声音文件都是采用和游戏所处时代相同的乐器制作的，而音乐曲调则经过在文化、风格和乐器使用等多方面考证才最终确定的。

## 媒体评价
《帝国时代》作为系列的开山之作，虽然没有像续作那样获得大量的称赞，但也获得游戏评论家的好评，在评论网站中也获得较高的分数，如Metacritic给予游戏8.3分，GameRankings的评分为87分，MobyGames为85分，GameStats为8.4分。
游戏革命网站称赞它是《文明II》和《魔兽争霸II》的结合体，但GameSpot却认为游戏的重点在于战争，弱化了帝国建设的内容，因此将其称为“带有一点文明色彩的《魔兽争霸》”。《电脑游戏世界》的埃里奥特（Elliott Chin）将游戏和《魔兽争霸II》比较时认为《帝国时代》更具有内涵。GameVortex则认为游戏的交战场面太多，但对游戏模式却赞不绝口，他们赞扬“随机地图模式……真正地保持了游戏的新鲜度。”。
《电脑游戏世界》在谈到《帝国时代》和《魔兽世界》的相似之处时还赞扬游戏中各个文明的独特性，并认为“游戏的图像非常精细，给人留下手绘的感觉，很少能够看到一款游戏能像帝国时代这样连游戏单位运动都十分细致的游戏”。游戏革命则认为游戏留给人最深刻的印象在于各种类型的游戏单位，并指出制作方明显在历史方面做了大量考证工作，因此这款游戏在历史的真实性上表现的十分严谨。在展望游戏前景时，游戏革命将重点放在场景编辑器上，认为这是“一个能让游戏者对战役模式的设计进行控制，并创造出一个符合自己要求的方案。”
但在同时，游戏亦受到不少的批评。由于游戏设计中缺乏生产队列的内容，而游戏者的兵种AI水平很低，需要游戏者不停地进行微操。GameSpot的文章批评了这一点，认为这个理念“很不好”，会“严重削弱游戏的乐趣”。 GameVortex也赞同此批评，但《电脑游戏世界》指出随后释放的补丁已经改善了那些有问题的人工智能程序。埃里奥特对人口上限颇有微辞，认为这是游戏令他感到不舒服的地方。游戏的背景音乐也受到批评，GameVortex认为aureal音频并不能让游戏者区分到底发生了什么事情。
《帝国时代》斩获了多项大奖，包括Gamecenter1997年年度最佳游戏以及互动艺术科学学会1998年年度最佳电脑策略游戏。